# Беппе Ґрілло
Джузеппе П'єро «Беппе» Ґрілло (*21 липня 1948, Генуя) — італійський комік, актор, політик, блогер. З 2009 року — засновник Руху п'яти зірок.

## Акторська кар'єра
Дипломований бухгалтер. Після закінчення навчання Ґрілло став коміком випадково, імпровізуючи монолог під час прослуховування. Два тижні потому свою допомогу на телениві йому запропонував італійський телеведучий Піппо Баудо. Згодом (1977—1978 р.) Беппе бере участь в шоу Secondo Voi (На вашу думку). В 1978 р. був ведучим фестивалю «Сан Ремо». В 1979 році — в Luna Park Енцо Трапані і в Fantastico. 

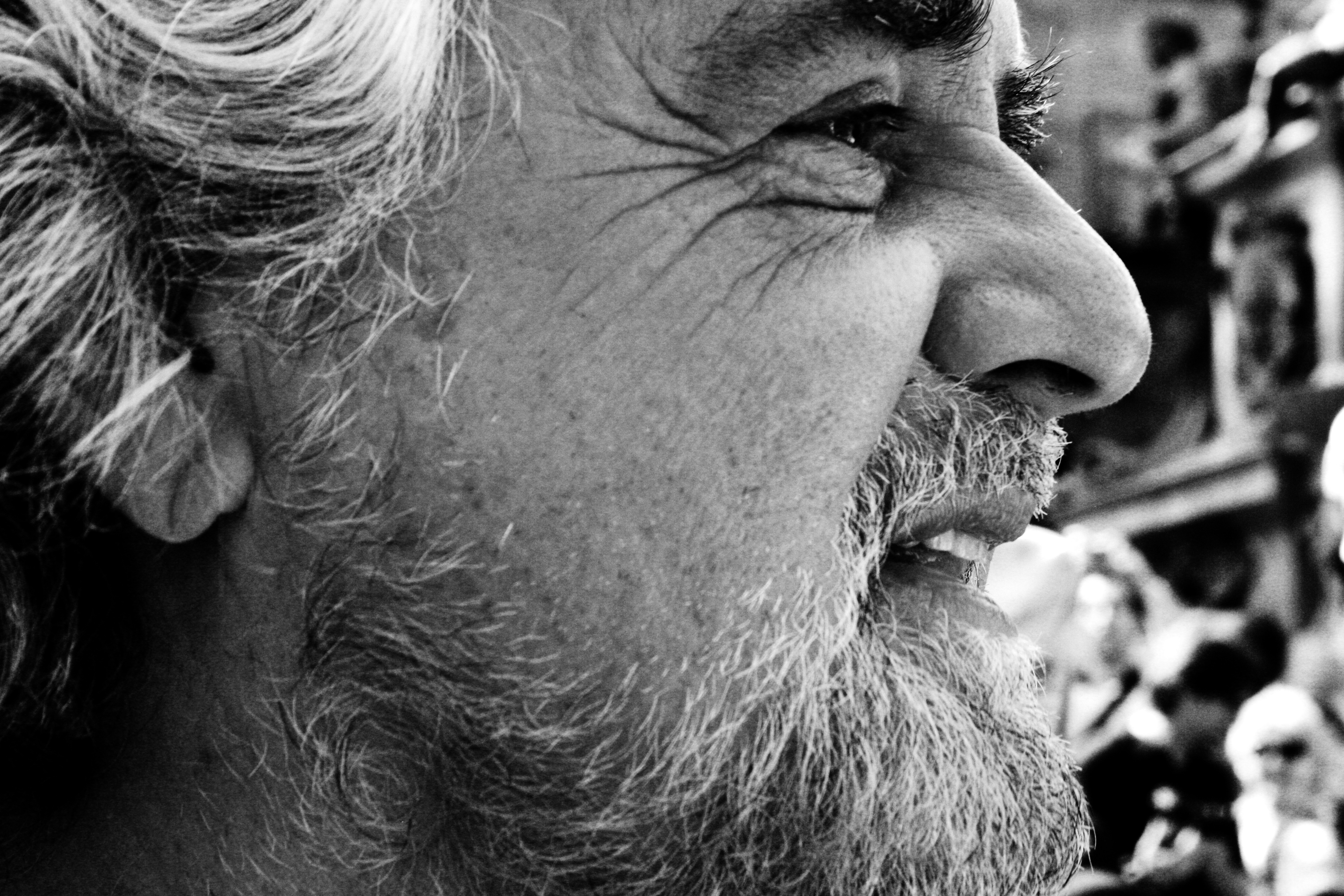
Беппе Ґрілло в Болонії, 8.05.2011

 У 1980-х його популярність зростає й надалі завдяки шоу Te la do io l'America (Я тобі дам Америку!) (1982, 4 епізоди) і Te lo do io il Brasile (Я тобі дам Бразилію!) (1984, шість епізодів). У цих шоу він ділиться власним досвідом перебування у США та Бразилії, розповідаючи про культуру, спосіб життя та красу цих місць за допомогою анекдотів та дотепів.
Згодом Ґрілло стає головним героєм іншого шоу, розробленого спеціально для нього — Grillometro (Ґріллометр). У 1986 році знявся в рекламі йогурту. У цей період стає помітною висока концентрація політичної сатири в його виступах, звучать прямі звинувачення в бік багатьох італійських політиків. У 1987 році в суботньому ТВ-шоу Fantastico 7 Ґрілло «атакував» Італійську соціалістичну партію та її лідера Беттіно Краксі (тодішнього прем'єр-міністр Італії) з нагоди його візиту до Китаю. Жарт був наступним: член Італійської соціалістичної партії запитав у Краксі: «Якщо всі китайці соціалісти, то у кого ж вони крадуть?». Жарт натякає на тоталітаризм КНР, але ще більше — на широко поширену корупцію, так притаманну Італійській соцпартії.
Після цього випадку Ґрілло був витіснений з ТБ на декілька років, аж до моменту падіння ІСП під тиском серії корупційних скандалів, відомих під назвою Tangentopoli (Танжентополі, операція «Чисті руки»). Краксі помер в Тунісі, так і не повернувшись до Італії, де на нього чекала в'язниця. З початку 1990-х років виступи Ґрілло на телебаченні знову стали рідкісними. Причиною цього був остракізм з боку звинувачених у шахрайстві політиків. В 1993 році під час трансляції його шоу по RAI рекордний перегляд становив 16 мільйонів глядачів. Проте майже одразу ж Беппе Ґрілло був остаточно заборонений на італійському телебаченні.
Успішно виступає в театрах Італії і за її кордонами. У своїх виступах — монологах Ґрілло торкається енергетичних, політичних, фінансових, корупційних, технологічних питань, проблематики свобода слова, дитячої праці та глобалізації.
Ґрілло заохочує використання Вікіпедії для обміну знаннями і є переконаним прихильником свободи в Інтернеті.

## Політична діяльність

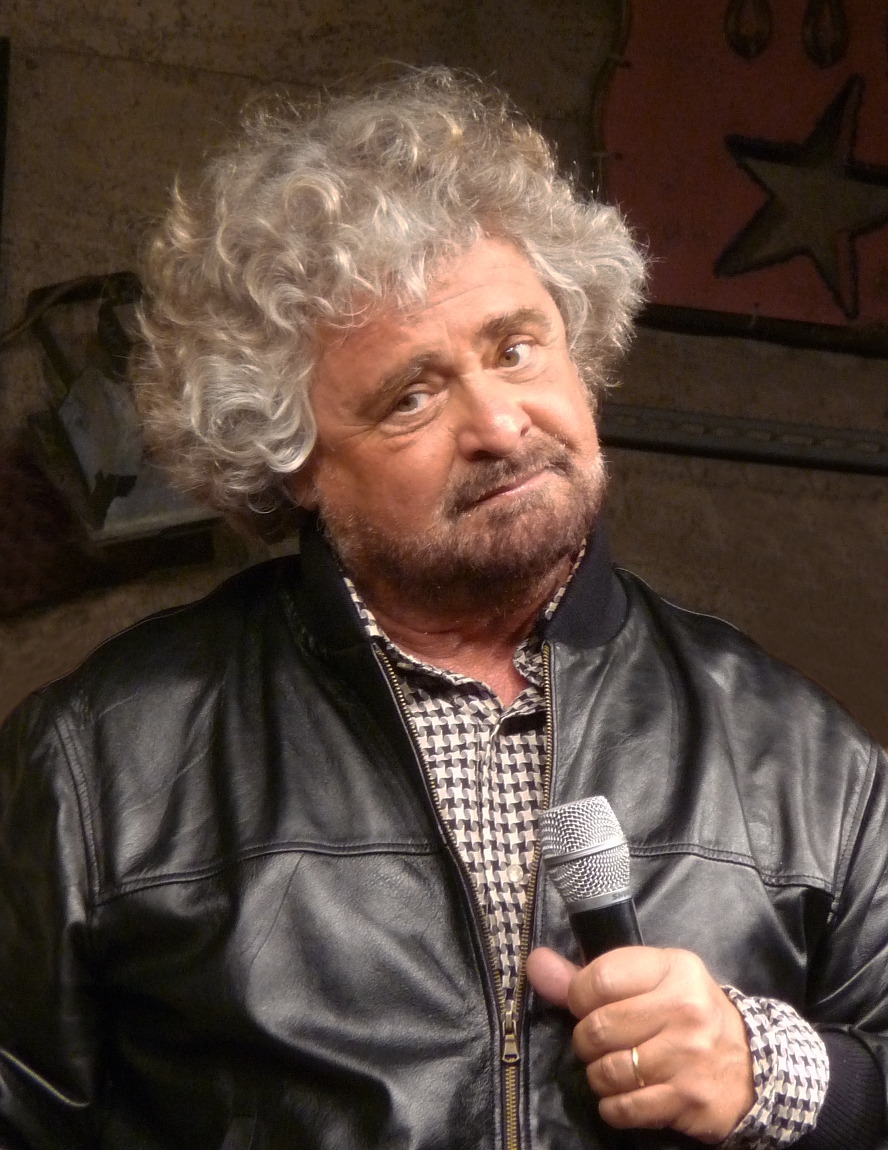

1 вересня 2005 року завдяки внескам читачів блогу Ґрілло викупив рекламну сторінку в італійській газеті http://www.repubblica.it/[недоступне посилання з червня 2019], в якій закликав до відставки керівника Банку Італії Антоніо Фаціо через скандал Antonveneta (Banca Antoniana Popolare Veneta). У жовтні 2005 р. часопис www.time.com обрав його як одного з «європейських героїв 2005 року» за його постійну боротьбу з корупцією та фінансовими скандалами.
22 листопада 2005 Ґрілло також викупив сторінку в http://global.nytimes.com/?iht[недоступне посилання з червня 2019], вимагаючи, щоб до виборів у італійський парламент не допускалися особи із судимостями(навіть першого ступеня з трьох наявних в італійській системі), оскільки вони не мають права представляти італійських громадян.
Його блог містить регулярно оновлюваний список тих членів італійського парламенту, що мають судимості усіх трьох ступенів (операція «Чистий парламент»). Ґрілло стверджував в 2007 році, що навіть Scampia, найнебезпечніше передмістя Неаполя (район з високим рівнем злочинності в Європі) насправді має більш низький рівень злочинності, ніж серед італійських парламентарів.
26 липня 2007 Ґрілло отримав нагоду виступити з промовою перед членами Європейський парламент в Брюсселі, де він висловив своє занепокоєння небезпечним та негативним станом італійської політики.

##### Рух V
Ґрілло очолив декілька національних і міжнародних політичних кампаній. 8 вересня 2007 він організував «День V» в Італії («V» означало vaffanculo, fuck off, йди до сраки). Під час мітингу Ґрілло оголосив імена більше двох десятків італійських політиків, які були засуджені за злочини, починаючи від корупції та ухилення від сплати податків до співучасті у вбивстві. Понад 2 мільйони італійців взяли участь у цьому мітингу. Ґрілло також закликав італійців підписати петицію, що закликала до введення закону про народну ініціативу з метою очистити італійський парламент від осіб із судимостями будь-якого роду. За даними інтернет дослідників «День V» був першим мітингом в історії італійської політичної демонстрації, організованим через соцмережі та блоги.
25 квітня 2008 року в Торіно на площі Сан Карло відбувся другий «День V». Він був присвячений проблемам італійської преси та її фінансування з боку держави. Ґрілло розкритикував пресу за відсутність свободи слова, Умберто Веронезі — за лобіювання сміттєспалювальних заводів, порушив питання розташування баз НАТО в Італії. Також прозвучала критика в сторону переобраного Сільвіо Берлусконі і телеканалу Retequattro.
У серпні 2008 року Ґрілло був героєм оповіді в Австралійській радіомовній корпорації з міжнародних справ (програма «Іноземний кореспондент»). Оповідь під назвою «The Clown Prince» торкнулася життя Ґрілло, його політичної діяльності, акції «День V», а також використання Інтернету як політичного інструменту.

##### Рух «5 зірок»
У 2010 році Беппе Ґрілло заснував політичний рух під назвою «Movimento 5 Stelle» («Рух п'яти зірок»), щоб об'єднати людей, які вірять в ідеали чесності та прямої демократії. Політики обрані народом і повинні працювати не в своїх інтересах, а на країну і тільки протягом короткого проміжку часу. Вони не повинні мати судимостей.
У 2010 році «Рух п'яти зірок» став партією і взяв участь в регіональних виборах, отримавши посади 4 регіональних радників. У 2012 році на місцевих виборах партія стала третьою політичною силою за кількістю голосів і виграла вибори мера в Пармі.
На парламентських виборах 2013 року партія балотувалася самостійно, не входячи в жоден блок чи коаліцію, і отримала 25,55 % голосів виборців до Палати депутатів.

## Блог
Беппе Ґрілло веде свій блог beppegrillo.it [Архівовано 27 травня 2022 у Wayback Machine.] італійською, англійською та японською мовами (щоденне оновлення).
В італійській версії коментарі до записів блогу перевищують тисячу. За даними technorati.com блог входить до 10 найвідвідуваніших блогів світу. У 2008 році The Guardian[недоступне посилання з лютого 2019] визнає блог Ґрілло одним з найвпливовіших в світі. Ґрілло отримав листи подяки і підтримки від таких видатних діячів як Антоніо Ді П'єтро (колишній італійський міністр інфраструктури), Фаусто Бертінотті (колишній президент італійської Палати депутатів), Ренцо П'яно і навіть від нобелівських лауреатів Даріо Фо, Джозеф Ю. Стігліц, Далай-лама, Мухаммад Юнус.

## Цікаві факти
- Партію Беппе Ґрілло «Рух п'яти зірок» підтримує співак та кіноактор Адріано Челентано. У лютому 2013-го у зв'язку з парламентськими виборами в Італії Челентано написав пісню «Ti fai del male», щоб підтримати цю партію. Пісня є зверненням до населення, проти байдужості до виборів, з головним гаслом: «Якщо ти не голосуєш — ти шкодиш собі».[5]

## Фільмографія
- 1882 — Cercasi Gesù (Ісус розшукується)
- 1985 — Scemo di Guerra (Вар'ят на війні)
- 1987 — Topo Galileo (Мишка Галілей)

У 2008 році Ґрілло знявся в документальному фільмі «The Beppe Grillo Story» (історія Беппе Ґрілло), спродюсованих Al Jazeera English